# Liste der Naturdenkmale in Taunusstein
Die Liste der Naturdenkmale in Taunusstein nennt die auf dem Gebiet der Stadt Taunusstein im Rheingau-Taunus-Kreis gelegenen Naturdenkmale.

## Naturdenkmale
| Bild                          | Bezeichnung                    | Ortsteil, Lage                             | Beschreibung | Art             | Nr.   |
| ----------------------------- | ------------------------------ | ------------------------------------------ | ------------ | --------------- | ----- |
| BW                            | Felsgruppe am Schafhof         | Bleidenstadt 50° 8′ 10″ N, 8° 7′ 45,1″ O   |              | Felsgruppe      | 15/1  |
| BW                            | Bergahorn                      | Bleidenstadt 50° 8′ 10,3″ N, 8° 7′ 48,6″ O |              | Bergahorn       | 15/2  |
| BW                            | Bergahorngruppe                | Bleidenstadt 50° 8′ 11,1″ N, 8° 7′ 57,7″ O |              | Bergahorn       | 15/3  |
| BW                            | Quarzklippe „Altenstein“       | Hahn 50° 7′ 53,1″ N, 8° 10′ 36,1″ O        |              | Quarzklippe     | 15/4  |
| BW                            | Sandsteinklippe „Spitzenstein“ | Hahn 50° 7′ 58,3″ N, 8° 10′ 41″ O          |              | Sandsteinklippe | 15/5  |
| BW                            | Bettelmannsbaum (Linde)        | Wehen 50° 8′ 49,4″ N, 8° 11′ 14,4″ O       |              | Linde           | 15/6  |
| BW                            | Baumbestand auf dem Festplatz  | Seitzenhahn 50° 7′ 19,4″ N, 8° 7′ 37,5″ O  |              | Baumbestand     | 15/9  |
| mehr Fotos \| Fotos hochladen | 6 Dorflinden                   | Hambach 50° 11′ 34″ N, 8° 10′ 48,7″ O      |              | Linde           | 15/10 |